# Parcul național Lopé
Parcul Național Lopé  este un parc național situat în centrul statului Gabon. Deși regiunea este în mare parte acoperită de pădure tropicală, în nordul parcului se găsesc ultimele rămășite ale savanei create în Africa Centrală în urma cu 15.000 de ani. A fost prima zona din Gabon protejată de lege după înființarea Rezervației Naturale Lopé-Okanda în anul 1946. În 2007 peisajul din Lopé-Okanda a fost adăugat Listei Patrimoniului Mondial de UNESCO.
Parcul deține o mică stație de cercetare, numită Mikongo și condusă de Societatea Zoologică din Londra, având baza în satul Mikongo, de la care își primește și numele. Infrastructura existentă poate acomoda și turiști, incluzând câteva cabane și o sală de mese largi în aer liber, de unde pădurea tropicală este doar la câțiva metri distanță.